# CNRS Terre & Univers
 (janvier 2023).
Institut National des Sciences de l'Univers

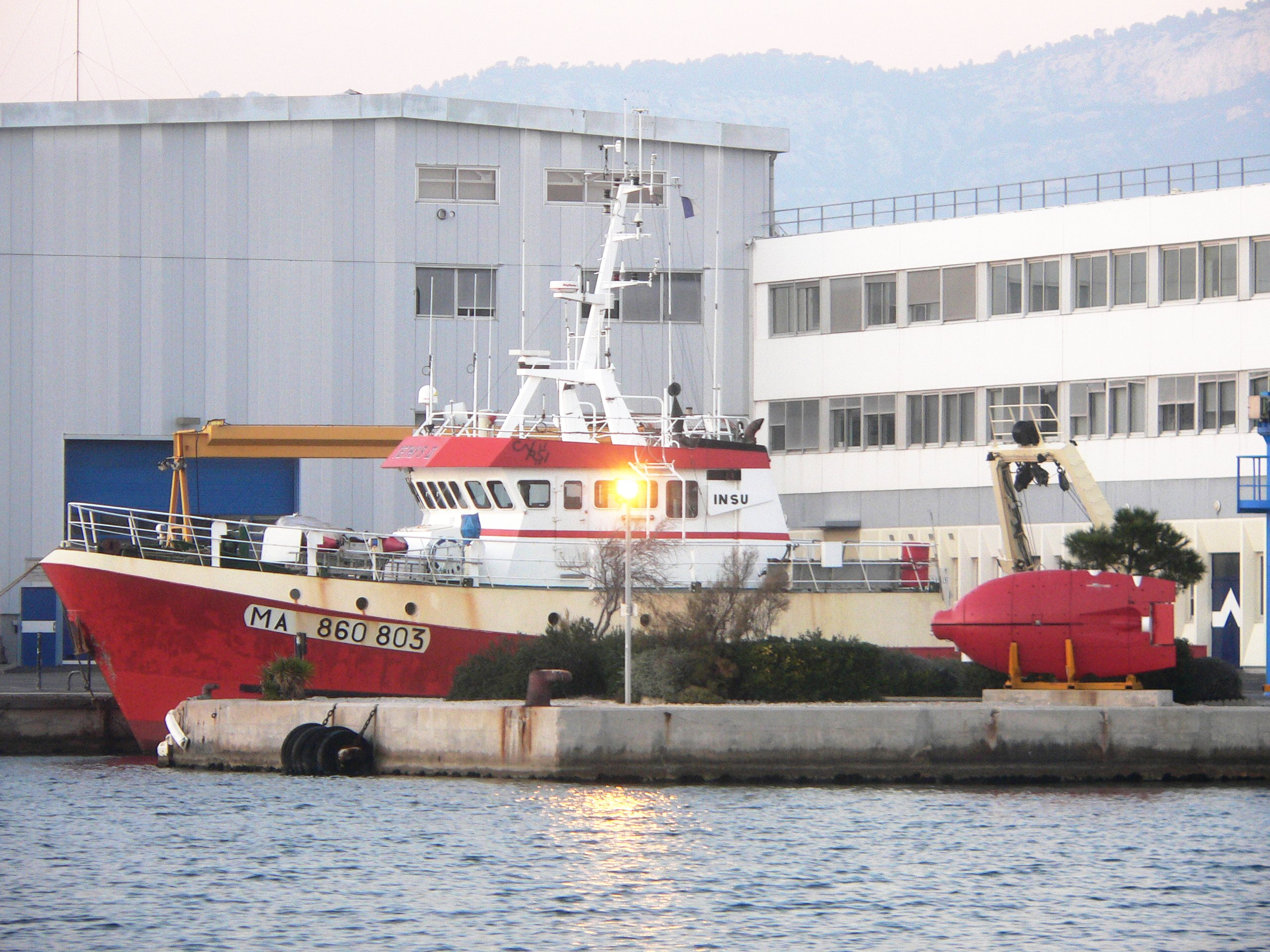
Navire Théthys II de la division technique de l'INSU

CNRS Terre & Univers est le nom d'usage de l’Institut national des sciences de l’Univers (INSU) du CNRS qui coordonne des recherches couvrant un large spectre : astronomie et astrophysique ; sciences de l’océan et de l’atmosphère ; sciences de la Terre et des surfaces continentales. Structuré autour des observatoires des sciences de l’Univers (OSU), engagé dans des programmes nationaux et internationaux, l’INSU ouvre des pistes pour répondre aux grands défis scientifiques d'aujourd'hui, de l’Univers et de la Terre et aux enjeux planétaires, tels les effets du changement climatique, les solutions pour un développement durable, la nature des ressources et leur usage , l’anticipation des risques naturels ou les origines et l’évolution de l’Univers.

## Historique
L'INSU, créé le 13 février 1985, succède à l'INAG (Institut National d’Astronomie et de Géophysique), lui-même créé le 11 septembre 1967 avec pour mission de « de développer et de coordonner les recherches en astronomie et en géophysique menées par les organismes de recherche français ». Dans les mots de Jean-François Denisse, un des principaux acteurs de la création de l'INAG : « Je pensais qu’une certaine cohérence – mais pas une centralisation – était nécessaire au niveau des décisions à prendre (...). L’Inag a été créé essentiellement pour assurer cette cohérence. Pour moi, un institut national était d’abord nécessaire pour mettre en place de très gros instruments ou de grosses opérations qui réclament d’importants moyens ». À sa création, l'INSU recouvre l'ensemble du département TOAE (Terre, Océan, Atmosphère, Espace) du CNRS, devenu département des sciences de l’Univers (SDU). Le directeur de l’INAG, tout comme celui de l'INSU a ses débuts était nommé après avis de la direction de l’enseignement supérieur et de la recherche du ministère de l’Enseignement supérieur et de la Recherche. Ce fait traduisait la réalité que ces Instituts étaient certes des instituts du CNRS mais qu’ils avaient une dimension plus large que celui-ci. Notamment une certaine indépendance de gestion et d'action au niveau de la collaboration internationale. Cela a été le cas jusqu'à la mise en place en 2009-2010 des dix instituts actuels du CNRS. Avec le mandat de Sylvie Joussaume à la direction scientifique de l'INSU et du département des sciences de l’Univers de mars 2003 à mai 2006, l'INSU s'est ouvert à l'interdisciplinarité avec le projet de création de l'INSU-E (INSU-Environnement), qui ne s'est finalement pas réalisée. Mais cela s'est néanmoins concrétisé par la mise en place d'une quatrième division, Surfaces et Interfaces Continentales (SIC), en plus des trois divisions classiques – Astronomie-Astrophysique (AA), Océan Atmosphère (OA), et Sciences de la Terre (ST) et de 2 divisions transversales, l’une pour faire l’interface avec la biologie, essentiellement l’écologie, l’autre pour faire l’interface avec la société et l’environnement.

## Mission
Au sein du  CNRS, l’Institut national des sciences de l’Univers a pour mission d’élaborer, de développer et coordonner en France les recherches d’ampleur nationale et internationale en astronomie, sciences de la Terre, de l’océan, de l’atmosphère et de l’espace.
L'INSU à également une mission d'acquisition de données afin de quantifier l'évolution de l’environnement. Pour cela l’institut coordonne les Services Nationaux d'Observation (SNO).

## Laboratoires et Observatoires des sciences de l’Univers (OSU)
À l'instar des autres instituts du CNRS, l’INSU partage la tutelle de la plupart de ses unités de recherche avec ses partenaires académiques. L'originalité de son organisation réside dans le regroupement de ses laboratoires en observatoires des sciences de l’Univers (OSU) qui mettent notamment en œuvre les actions et les services nationaux d’observation labellisés par l'institut.
Structures territoriales originales, les observatoires des sciences de l’Univers ont pour mission principale « d’organiser les moyens nécessaires à l’acquisition d’observations des systèmes astronomiques ou des composantes du système Terre ». Au sein des centres universitaires, ils ont un statut d’école interne ou de grand établissement et constituent des unités d’appui et de service (UAR) pilotées en partenariat par le CNRS, l'Université et le plus souvent, d’autres établissements ou organismes de recherche.
Au niveau local, les observatoires des sciences de l’Univers mettent en œuvre à long terme les actions et les services nationaux d’observation et favorisent les recherches interdisciplinaires. Ils facilitent notamment l’accès aux grandes infrastructures de recherche et aux plateformes expérimentales ou numériques d’intérêt régional ou national.
- Liste des observatoires de sciences de l'Univers.

## Thématiques de recherches
Les recherches menées à l’INSU portent en priorité sur :
- La formation et l’évolution de l’Univers, de ses constituants (matière baryonique, matière et énergie noires) et des objets qui le composent (galaxies, étoiles, systèmes planétaires) ;
- L’évolution de la structure de la Terre et des planètes, les ressources naturelles (métaux, combustibles fossiles, eau, sols…) et l’origine des risques telluriques ;
- L’évolution et la variabilité de l’atmosphère et du climat, les cycles biogéochimiques (carbone, azote…), la dynamique de l’océan, de l’atmosphère et des glaces ainsi que leurs interactions ;
- Les échanges des surfaces continentales et de la zone critique avec l’atmosphère, l’océan et la terre profonde, l’évolution des éco-hydrosystèmes, des sols et de leur qualité, et les aléas météorologiques[8].

## Prix et distinctions
Médaille d'or du CNRS
- Claude Allègre (1994)
- Jean Jouzel (2002)
- Claude Lorius (2002)
- Alain Brilet (2017)
- Thibault Damour (2017)
- Françoise Combes (2020)

Médaille d'argent du CNRS
- François Forget (2022)
- Marta Volonteri (2022)
- Guilaine Lagache (2021)
- Jérôme Weiss (2021)
- Jérome Rose
- Andréa Tommasi
- Valérie Masson-Delmotte
- Alexandro Morbidelli
- Sandrine Bony
- Jérôme Gaillardet
- Nabila Aghanaim
- Philippe Ciais
- Jérôme Chapellaz
- Christine Joblin
- Dominique Bockelée-Morvan
- Serge Lallemand
- Janne Blichert-Toft
- Éric Gourgoulhon
- Jérôme Bouvier
- Guillaume Fiquet
- Monique Arnaud
- Thierry Lebel
- Jean-Luc Redelsperger
- Mathilde Cannat
- Yannick Mellier
- François-Xavier Désert
- Laurent Charlet
- Denis-Didier Rousseau
- Gilles Chabrier
- Pierre Rochette
- Hervé Claustre
- Rosine Lallement
- Olivier Talagrand
- Marc Chaussidon
- François Robert
- Françoise Combes
- Jean-Pierre Valet